# Aralia scopulorum
Aralia scopulorum är en araliaväxtart som beskrevs av Townshend Stith Brandegee. Aralia scopulorum ingår i släktet Aralia och familjen Araliaceae. Inga underarter finns listade.